# مدال الأرز ذو الأصابع الأربع
مدال الأرز ذو الأصابع الأربع (الاسم العلمي: Oryzorictes tetradactylus)، نوع من الثدييات ينتمي إلى فصيلة المداليات. موطنه مدغشقر. موائله الطبيعية هي غابات الأراضي المنخفضة الرطبة شبه الاستوائية أو الاستوائية، والغابات الجبلية الرطبة شبه الاستوائية أو الاستوائية، وشجيرات الأراضي الشاهقة أو المدارية على ارتفاعات عالية، والأراضي العشبية الشاهقة أو المدارية على ارتفاع عالٍ، والمستنقعات.